# Nuncjatura Apostolska na Kubie
Nuncjatura Apostolska na Kubie – misja dyplomatyczna Stolicy Apostolskiej na Kubie z siedzibą w Hawanie. Obecnym nuncjuszem jest Włoch, abp Bruno Musarò, który pełni swą funkcję od 6 sierpnia 2011 roku.
Delegatura Apostolska na Kubie powstała w XIX wieku. W dniu 15 września 1935 roku została podniesiona do rangi nuncjatury. 

## Szefowie misji dyplomatycznej Stolicy Apostolskiej na Kubie

### Delegaci apostolscy
| lp. | lata      | delegat                            | kraj pochodzenia |
| --- | --------- | ---------------------------------- | ---------------- |
| 1   | 1898–1905 | Placide Louis Chapelle             | Francja          |
| 2   | 1906–1909 | Giuseppe Aversa                    | Włochy           |
| 3   | 1913–1915 | Adolfo Alejandro Nouel y Bobadilla | Dominikana       |
| 4   | 1915–1921 | Tito Trocchi                       | Włochy           |
| 5   | 1921–1925 | Pietro Benedetti                   | Włochy           |

### Nuncjusze apostolscy
| lp. | lata      | nuncjusz               | kraj pochodzenia |
| --- | --------- | ---------------------- | ---------------- |
| 1   | 1935–1947 | George Joseph Caruana  | Portoryko        |
| 2   | 1947–1950 | Antonio Taffi          | Włochy           |
| 3   | 1950–1954 | Giuseppe Burzio        | Włochy           |
| 4   | 1954–1962 | Luigi Centoz           | Włochy           |
| 5   | 1974–1975 | Cesare Zacchi          | Włochy           |
| 6   | 1975-1978 | Mario Tagliaferri      | Włochy           |
| 7   | 1979–1980 | Giuseppe Laigueglia    | Włochy           |
| 8   | 1980–1988 | Giulio Einaudi         | Włochy           |
| 9   | 1988–1992 | Faustino Sainz Muñoz   | Hiszpania        |
| 10  | 1992–1999 | Beniamino Stella       | Włochy           |
| 11  | 1999–2003 | Luis Robles Díaz       | Meksyk           |
| 12  | 2004–2009 | Luigi Bonazzi          | Włochy           |
| 13  | 2009–2011 | Giovanni Angelo Becciu | Włochy           |
| 17  | 2011–2015 | Bruno Musarò           | Włochy           |
| 18  | 2015–2019 | Giorgio Lingua         | Włochy           |
| 19  | 2019–2024 | Giampiero Gloder       | Włochy           |